# 窄苞风毛菊
窄苞风毛菊（学名：Saussurea stenolepis）为菊科风毛菊属下的一个种。

## 扩展阅读
- 維基物種上的相關：窄苞风毛菊